# Peter Frelinghuysen, Jr.
Peter Hood Ballantine Frelinghuysen, Jr. (New York, 17 gennaio 1916 – Harding, 23 maggio 2011) è stato un politico statunitense, membro della Camera dei Rappresentanti per lo stato del New Jersey dal 1953 al 1975.

## Biografia
Nato a New York in una storica dinastia politica statunitense, Frelinghuysen è discendente dell'ex Segretario di Stato Frederick Theodore Frelinghuysen.
Dopo gli studi in legge a Princeton e Yale, Frelinghuysen si dedicò alla politica e nel 1952 venne eletto come repubblicano alla Camera dei Rappresentanti. Si contraddistinse per le sue posizioni moderate, arrivando a votare a favore di provvedimenti sociali come il Civil Rights Act. Negli anni Sessanta fu vittima di un gruppo di estorsori che organizzava incontri tra giovani ragazzi conniventi e personaggi influenti segretamente omosessuali, per poi ricattarli. Dopo aver corrisposto quasi cinquantamila dollari per evitare uno scandalo, Frelinghuysen collaborò con la giustizia nelle indagini, sebbene i suoi estorsori non furono mai processati.
Nel gennaio del 1965 fu appoggiato pubblicamente da Gerald Ford per la carica di whip di minoranza, ma perse nelle votazioni a scrutinio segreto contro il candidato in carica dal 1943 Leslie C. Arends.
Nel 1974 rifiutò di concorrere per un dodicesimo mandato e lasciò il Congresso dopo ventidue anni di permanenza, venendo succeduto dalla compagna di partito Millicent Fenwick. Vent'anni dopo, il figlio Rodney fu eletto deputato.
Peter Frelinghuysen morì nel 2011 all'età di novantacinque anni.